# Sainte-Marie-la-Blanche
Sainte-Marie-la-Blanche település Franciaországban, Côte-d’Or megyében. Lakosainak száma 917 fő (2022. január 1.). Sainte-Marie-la-Blanche Levernois, Combertault, Merceuil, Meursanges, Montagny-lès-Beaune és Saint-Loup-Géanges községekkel határos.

## Népesség
A település népessége az elmúlt években az alábbi módon változott:
| Lakosok száma | 443  | 696  | 693  | 766  | 835  | 864  | 882  | 900  | 897  | 917  |
|               | 1968 | 1982 | 1990 | 2006 | 2013 | 2015 | 2017 | 2019 | 2020 | 2022 |